# Новопражский район
Новопра́жский район (укр. Новопразький район; также Ново-Прагский район) — бывшая административно-территориальная единица Александрийского и Зиновьевского округов, а также Днепропетровской, Николаевской и Кировоградской областей Украинской ССР, с центром в посёлке городского типа Новая Прага

## История
Образован 7 марта 1923 года из территории бывших Новопрагской и Светлопольской волостей Александрийского уезда и вошёл в состав Александрийского округа Екатеринославской губернии. В декабре 1924 года в состав района была включена территория бывшей Мошоринской волости из упразднённого Аджамского района. В 1925 году Александрийский округ был упразднён и район вошёл в состав Зиновьевского округа Одесской губернии. В сентябре 1930 года все округа в Украинской ССР были ликвидированы и Новопражский район перешёл в прямое подчинение руководству республики. Тогда же в состав района был включён Нововладимировский сельский совет, с центром селе Нововладимировка, из упразднённого Зиновьевского района.
В 1931 году в состав района была включена территория расформированного Новгородковского района. В 1932 году Новопражский район вошёл в состав новообразованной Днепропетровской области. В 1935 году был восстановлен Новгородковский район, в который вошли 13 сельских советов из Новопражского. Также 4 сельских совета Новопражского района вошли в состав восстановленного в том же году Петровского района. Постановлением ЦИК СССР от 22 сентября 1937 года район из состава Днепропетровской области был передан в состав Николаевской области. Указом Президиума Верховного Совета СССР от 10 января 1939 года Новопражский район включён в состав образованной этим же указом Кировоградской области в составе Украинской ССР.
Район был расформирован в ходе административной реформы в СССР, в декабре 1962 года. Его территория была разделена между Александрийским и Петровским районами. В отличие от большинства упразднённых в ходе реформы районов, после её сворачивания в 1965—1966 годах Новопражский район восстановлен не был.

## Состав района
По состоянию на 1946 год, район включал в себя следующие населённые пункты:
- Васинский сельский совет:
  - Васино
  - Зарудные Байраки
  - хутор Елизаветовка
  - хутор Ивановка
  - хутор Тимофеевка
- Вершино-Мурзинский сельский совет:
  - Александро-Пащенково
  - Вершино-Мурзинка
  - Душенкевичево
  - хутор Анновка
- Головковский сельский совет:
  - Головковка
  - Ивановка
- Дубовский сельский совет
  - Дубовка
  - Корбониколаевка
- Лозоватский сельский совет:
  - Лозоватка
  - Раничевка
- Митрофановский сельский совет:
  - Митрофановка
  - посёлок Шаровского совхоза
  - хутор Павловка
- Мошоринский сельский совет:
  - Мошорино
- Нововладимировский сельский совет:
  - Новоалександровка
  - Нововладимировка
  - хутор Медерово
  - хутор Молодецкий
- Новопражский первый сельский совет:
  - Григоровка
  - Новая Прага
  - хутор Душный
- Новопражский второй сельский совет:
  - Новая Прага
- Пантазиевский сельский совет:
  - Новониколаевка
  - Пантазиевка
  - Пантаевка
  - Троянка
  - Успеновка
  - хутор Червоная Зирка
  - хутор Шевченковский
- Светлопольский сельский совет:
  - Дмитровка
  - Кирилловка
  - Светлополь
  - хутор Марьяновка
  - хутор Трибчино
- Червоноярский сельский совет:
  - Червоный Яр